# Amauris psyttalea
Amauris psyttalea är en fjärilsart som beskrevs av Carl Plötz 1880. Amauris psyttalea ingår i släktet Amauris och familjen praktfjärilar. Inga underarter finns listade i Catalogue of Life.